# WTA Eastbourne

Altes Logo

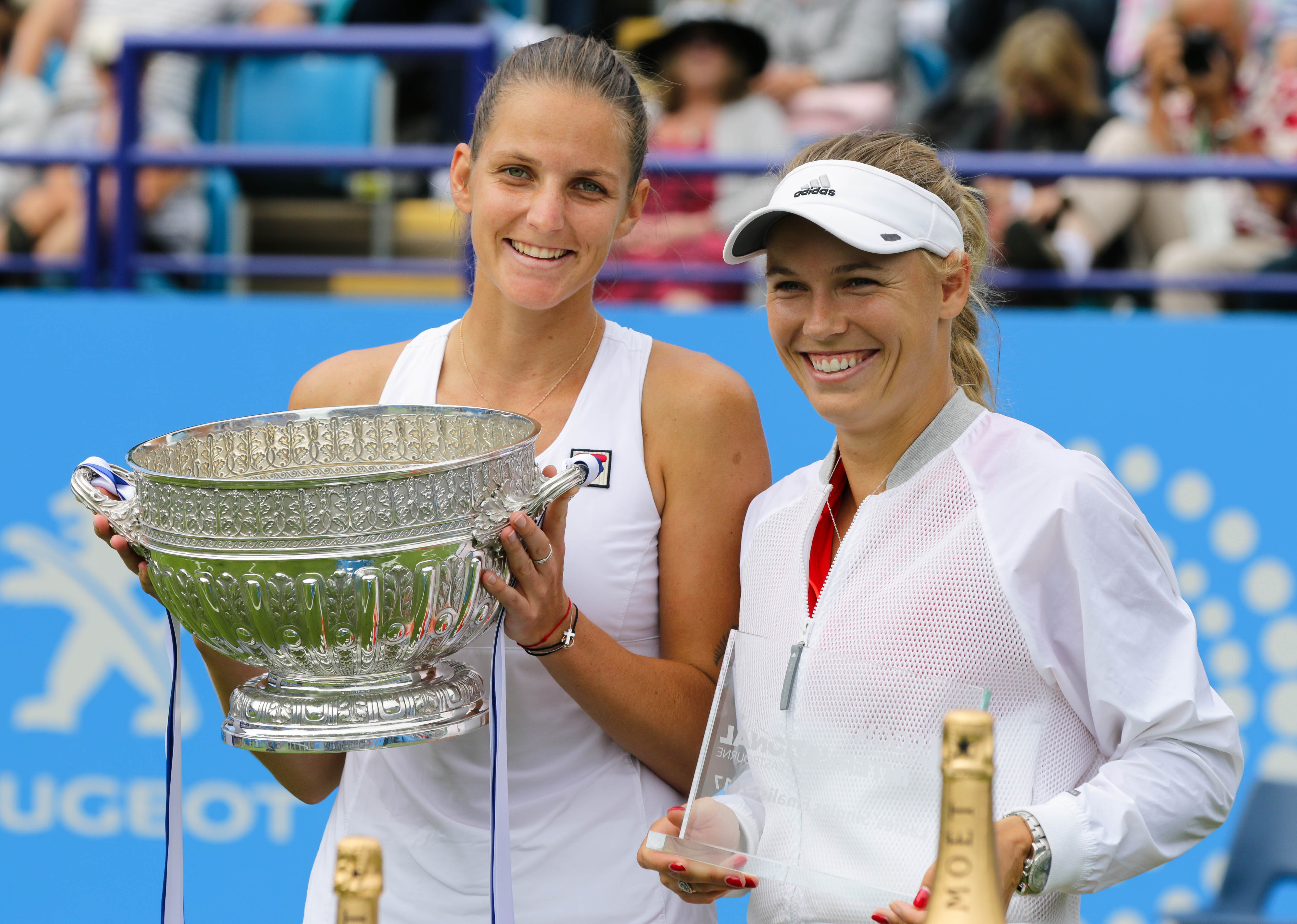
Karolína Plíšková und Caroline Wozniacki 2017

Das WTA Eastbourne (offiziell derzeit: Lexus Eastbourne Open) ist ein Tennisturnier der WTA Tour, das in der britischen Stadt Eastbourne auf Rasen ausgetragen wird. Da es unmittelbar vor den Wimbledon Championships stattfindet, gilt es als Vorbereitungsturnier auf dieses Grand-Slam-Turnier. Ausgetragen wird es im Devonshire Park Lawn Tennis Centre. Hauptsponsor war von 2009 bis 2017 der niederländische Versicherungskonzern AEGON.
Von 2009 bis 2014 und wieder seit 2017 findet auf der Anlage parallel zum Damen- auch ein Herrenturnier statt (siehe ATP Eastbourne).

## Siegerliste

### Einzel
| Jahr                    | Siegerin                             | Finalgegnerin                        | Ergebnis                 |             |
| ----------------------- | ------------------------------------ | ------------------------------------ | ------------------------ | ----------- |
| 1974                    | Chris Evert (1)                      | Virginia Wade                        | 7:5, 6:4                 |             |
| 1975                    | Virginia Wade                        | Billie Jean King                     | 7:5, 4:6, 6:3            |             |
| 1976                    | Chris Evert (2)                      | Virginia Wade                        | 8:6, 6:3                 |             |
| 1977                    | kein WTA-Turnier                     | kein WTA-Turnier                     | kein WTA-Turnier         |             |
| 1978                    | Martina Navratilova (1)              | Chris Evert                          | 6:4, 4:6, 9:7            |             |
| 1979                    | Chris Evert (3)                      | Martina Navratilova                  | 7:5, 5:7, 13:11          |             |
| 1980                    | Tracy Austin (1)                     | Wendy Turnbull                       | 7:63, 6:2                |             |
| 1981                    | Tracy Austin (2)                     | Andrea Jaeger                        | 6:3, 6:4                 |             |
| 1982                    | Martina Navratilova (2)              | Hana Mandlíková                      | 6:4, 6:3                 |             |
| 1983                    | Martina Navratilova (3)              | Wendy Turnbull                       | 6:1, 6:1                 |             |
| 1984                    | Martina Navratilova (4)              | Kathy Jordan                         | 6:4, 6:1                 |             |
| 1985                    | Martina Navratilova (5)              | Helena Suková                        | 6:4, 6:3                 |             |
| 1986                    | Martina Navratilova (6)              | Helena Suková                        | 3:6, 6:3, 6:4            |             |
| 1987                    | Helena Suková                        | Martina Navratilova                  | 7:65, 6:3                |             |
| ↓ Kategorie: Tier III ↓ |                                      |                                      |                          |             |
| 1988                    | Martina Navratilova (7)              | Natallja Swerawa                     | 6:2, 6:2                 |             |
| ↓ Kategorie: Tier II ↓  |                                      |                                      |                          |             |
| 1989                    | Martina Navratilova (8)              | Raffaella Reggi                      | 7:62, 6:2                |             |
| 1990                    | Martina Navratilova (9)              | Gretchen Magers                      | 6:0, 6:2                 |             |
| 1991                    | Martina Navratilova (10)             | Arantxa Sánchez Vicario              | 6:4, 6:4                 |             |
| 1992                    | Lori McNeil                          | Linda Harvey-Wild                    | 6:4, 6:4                 |             |
| 1993                    | Martina Navratilova (11)             | Miriam Oremans                       | 2:6, 6:2, 6:3            |             |
| 1994                    | Meredith McGrath                     | Linda Harvey-Wild                    | 6:2, 6:4                 |             |
| 1995                    | Nathalie Tauziat                     | Chanda Rubin                         | 3:6, 6:0, 7:5            |             |
| 1996                    | Monica Seles                         | Mary Joe Fernández                   | 6:0, 6:2                 |             |
| 1997                    | Jana Novotná Arantxa Sánchez Vicario | Jana Novotná Arantxa Sánchez Vicario | 6:5 Abbruch wegen Regens |             |
| 1998                    | Jana Novotná                         | Arantxa Sánchez Vicario              | 6:1, 7:5                 |             |
| 1999                    | Natallja Swerawa                     | Nathalie Tauziat                     | 0:6, 7:5, 6:3            |             |
| 2000                    | Julie Halard-Decugis                 | Dominique Van Roost                  | 7:64, 6:4                |             |
| 2001                    | Lindsay Davenport                    | Magüi Serna                          | 6:2, 6:0                 |             |
| 2002                    | Chanda Rubin (1)                     | Anastassija Myskina                  | 6:1, 6:3                 |             |
| 2003                    | Chanda Rubin (2)                     | Conchita Martínez                    | 6:4, 3:6, 6:4            |             |
| 2004                    | Swetlana Kusnezowa                   | Daniela Hantuchová                   | 2:6, 7:62, 6:4           |             |
| 2005                    | Kim Clijsters                        | Wera Duschewina                      | 7:5, 6:0                 |             |
| 2006                    | Justine Henin-Hardenne (1)           | Anastassija Myskina                  | 4:6, 6:1, 7:65           |             |
| 2007                    | Justine Henin (2)                    | Amélie Mauresmo                      | 7:5, 6:74, 7:62          |             |
| 2008                    | Agnieszka Radwańska                  | Nadja Petrowa                        | 6:4, 6:711, 6:4          |             |
| ↓ Kategorie: Premier ↓  |                                      |                                      |                          |             |
| 2009                    | Caroline Wozniacki (1)               | Virginie Razzano                     | 7:65, 7:5                |             |
| 2010                    | Jekaterina Makarowa                  | Wiktoryja Asaranka                   | 7:65, 6:4                |             |
| 2011                    | Marion Bartoli                       | Petra Kvitová                        | 6:1, 4:6, 7:5            |             |
| 2012                    | Tamira Paszek                        | Angelique Kerber                     | 5:7, 6:3, 7:5            |             |
| 2013                    | Jelena Wesnina                       | Jamie Hampton                        | 6:2, 6:1                 |             |
| 2014                    | Madison Keys                         | Angelique Kerber                     | 6:3, 3:6, 7:5            |             |
| 2015                    | Belinda Bencic                       | Agnieszka Radwańska                  | 6:4, 4:6, 6:0            |             |
| 2016                    | Dominika Cibulková                   | Karolína Plíšková                    | 7:5, 6:3                 |             |
| 2017                    | Karolína Plíšková (1)                | Caroline Wozniacki                   | 6:4, 6:4                 |             |
| 2018                    | Caroline Wozniacki (2)               | Aryna Sabalenka                      | 7:5, 7:65                |             |
| 2019                    | Karolína Plíšková (2)                | Angelique Kerber                     | 6:1, 6:4                 |             |
| 2020                    | ausgefallen                          | ausgefallen                          | ausgefallen              | ausgefallen |
| ↓ Kategorie: 500 ↓      |                                      |                                      |                          |             |
| 2021                    | Jelena Ostapenko                     | Anett Kontaveit                      | 6:3, 6:3                 |             |
| 2022                    | Petra Kvitová                        | Jeļena Ostapenko                     | 6:3, 6:2                 |             |
| 2023                    | Madison Keys                         | Darja Kassatkina                     | 6:2, 7:613               |             |
| 2024                    | Darja Kassatkina                     | Leylah Fernandez                     | 6:3, 6:4                 |             |
| ↓ Kategorie: 250 ↓      |                                      |                                      |                          |             |
| 2025                    | Maya Joint                           | Alexandra Eala                       | 6:4, 1:6, 7:610          |             |

### Doppel
| Jahr                    | Siegerinnen                                                     | Finalgegnerinnen                                                | Ergebnis                                                                   |             |
| ----------------------- | --------------------------------------------------------------- | --------------------------------------------------------------- | -------------------------------------------------------------------------- | ----------- |
| 1975                    | Julie Anthony Olga Morosowa                                     | Evonne Goolagong Peggy Michel                                   | 6:2, 6:4                                                                   |             |
| 1976                    | Chris Evert / Martina Navratilova Olga Morosowa / Virginia Wade | Chris Evert / Martina Navratilova Olga Morosowa / Virginia Wade | Finale beim Stand von 6:4, 1:1 für Evert/Navratilova wegen Regens abgesagt |             |
| 1977                    | kein WTA-Turnier                                                | kein WTA-Turnier                                                | kein WTA-Turnier                                                           |             |
| 1978                    | Chris Evert Betty Stöve                                         | Billie Jean King Martina Navratilova                            | 6:4, 6:7, 7:5                                                              |             |
| 1979                    | Betty Stöve Wendy Turnbull                                      | Ilana Kloss Betty Ann Stuart                                    | 6:2, 6:2                                                                   |             |
| 1980                    | Kathy Jordan Anne Smith                                         | Pam Shriver Betty Stöve                                         | 6:4, 6:1                                                                   |             |
| 1981                    | Martina Navratilova Pam Shriver                                 | Kathy Jordan Anne Smith                                         | 6:7, 6:2, 6:1                                                              |             |
| 1982                    | Martina Navratilova Pam Shriver                                 | Kathy Jordan Anne Smith                                         | 6:3, 6:4                                                                   |             |
| 1983                    | Martina Navratilova Pam Shriver                                 | Jo Durie Anne Hobbs                                             | 6:1, 6:0                                                                   |             |
| 1984                    | Martina Navratilova Pam Shriver                                 | Jo Durie Ann Kiyomura                                           | 6:4, 6:2                                                                   |             |
| 1985                    | Martina Navratilova Pam Shriver                                 | Kathy Jordan Elizabeth Smylie                                   | 7:5, 6:4                                                                   |             |
| 1986                    | Martina Navratilova Pam Shriver                                 | Claudia Kohde-Kilsch Helena Suková                              | 6:2, 6:4                                                                   |             |
| 1987                    | Swetlana Parchomenko Laryssa Sawtschenko                        | Rosalyn Fairbank Elizabeth Smylie                               | 7:65, 4:6, 7:5                                                             |             |
| ↓ Kategorie: Tier III ↓ |                                                                 |                                                                 |                                                                            |             |
| 1988                    | Eva Pfaff Elizabeth Smylie                                      | Belinda Cordwell Dinky Van Rensburg                             | 6:3, 7:66                                                                  |             |
| ↓ Kategorie: Tier II ↓  |                                                                 |                                                                 |                                                                            |             |
| 1989                    | Katrina Adams Zina Garrison                                     | Jana Novotná Helena Suková                                      | 6:3, Aufgabe                                                               |             |
| 1990                    | Laryssa Sawtschenko Natallja Swerawa                            | Patty Fendick Zina Garrison                                     | 6:4, 6:3                                                                   |             |
| 1991                    | Laryssa Sawtschenko Natallja Swerawa                            | Gigi Fernández Jana Novotná                                     | 2:6, 6:4, 6:4                                                              |             |
| 1992                    | Jana Novotná Larisa Neiland                                     | Mary Joe Fernández Zina Garrison                                | 6:0, 6:3                                                                   |             |
| 1993                    | Gigi Fernández Natallja Swerawa                                 | Jana Novotná Larisa Neiland                                     | 2:6, 7:5, 6:1                                                              |             |
| 1994                    | Gigi Fernández Natallja Swerawa                                 | Inés Gorrochategui Helena Suková                                | 6:74, 6:4, 6:3                                                             |             |
| 1995                    | Jana Novotná Arantxa Sánchez Vicario                            | Gigi Fernández Natallja Swerawa                                 | 0:6, 6:3, 6:4                                                              |             |
| 1996                    | Jana Novotná Arantxa Sánchez Vicario                            | Rosalyn Nideffer Pam Shriver                                    | 4:6, 7:5, 6:4                                                              |             |
| 1997                    | Nicole Arendt / Manon Bollegraf Lori McNeil / Helena Suková     | Nicole Arendt / Manon Bollegraf Lori McNeil / Helena Suková     | Finale abgesagt                                                            |             |
| 1998                    | Mariaan de Swardt Jana Novotná                                  | Arantxa Sánchez Vicario Natallja Swerawa                        | 6:1, 6:3                                                                   |             |
| 1999                    | Martina Hingis Anna Kurnikowa                                   | Jana Novotná Natallja Swerawa                                   | 6:4, Aufgabe                                                               |             |
| 2000                    | Ai Sugiyama Nathalie Tauziat                                    | Lisa Raymond Rennae Stubbs                                      | 2:6, 6:3, 7:63                                                             |             |
| 2001                    | Lisa Raymond Rennae Stubbs                                      | Cara Black Jelena Lichowzewa                                    | 6:2, 6:2                                                                   |             |
| 2002                    | Lisa Raymond Rennae Stubbs                                      | Cara Black Jelena Lichowzewa                                    | 6:75, 7:66, 6:2                                                            |             |
| 2003                    | Lisa Raymond Lindsay Davenport                                  | Jennifer Capriati Magüi Serna                                   | 6:3, 6:2                                                                   |             |
| 2004                    | Alicia Molik Magüi Serna                                        | Swetlana Kusnezowa Jelena Lichowzewa                            | 6:4, 6:4                                                                   |             |
| 2005                    | Lisa Raymond Rennae Stubbs                                      | Jelena Lichowzewa Wera Swonarjowa                               | 6:3, 7:5                                                                   |             |
| 2006                    | Swetlana Kusnezowa Amélie Mauresmo                              | Liezel Huber Martina Navratilova                                | 6:2, 6:4                                                                   |             |
| 2007                    | Lisa Raymond Samantha Stosur                                    | Květa Peschke Rennae Stubbs                                     | 6:75, 6:4, 6:3                                                             |             |
| 2008                    | Cara Black Liezel Huber                                         | Květa Peschke Rennae Stubbs                                     | 2:6, 6:0, [10:8]                                                           |             |
| ↓ Kategorie: Premier ↓  |                                                                 |                                                                 |                                                                            |             |
| 2009                    | Oqgul Omonmurodova Ai Sugiyama                                  | Samantha Stosur Rennae Stubbs                                   | 6:4, 6:3                                                                   |             |
| 2010                    | Lisa Raymond Rennae Stubbs                                      | Květa Peschke Katarina Srebotnik                                | 6:2, 2:6, [13:11]                                                          |             |
| 2011                    | Květa Peschke Katarina Srebotnik                                | Liezel Huber Lisa Raymond                                       | 6:3, 6:0                                                                   |             |
| 2012                    | Nuria Llagostera Vives María José Martínez Sánchez              | Liezel Huber Lisa Raymond                                       | 6:4, Aufgabe                                                               |             |
| 2013                    | Nadja Petrowa Katarina Srebotnik                                | Monica Niculescu Klára Zakopalová                               | 6:3, 6:3                                                                   |             |
| 2014                    | Chan Hao-ching Chan Yung-jan                                    | Martina Hingis Flavia Pennetta                                  | 6:3, 5:7, [10:7]                                                           |             |
| 2015                    | Caroline Garcia Katarina Srebotnik                              | Chan Yung-jan Zheng Jie                                         | 7:65, 6:2                                                                  |             |
| 2016                    | Darija Jurak Anastasia Rodionova                                | Chan Hao-ching Chan Yung-jan                                    | 5:7, 7:64, [10:6]                                                          |             |
| 2017                    | Chan Yung-jan Martina Hingis                                    | Ashleigh Barty Casey Dellacqua                                  | 6:3, 7:5                                                                   |             |
| 2018                    | Gabriela Dabrowski Xu Yifan                                     | Irina-Camelia Begu Mihaela Buzărnescu                           | 6:3, 7:5                                                                   |             |
| 2019                    | Chan Hao-ching Latisha Chan                                     | Kirsten Flipkens Bethanie Mattek-Sands                          | 2:6, 6:3, [10:6]                                                           |             |
| 2020                    | ausgefallen                                                     | ausgefallen                                                     | ausgefallen                                                                | ausgefallen |
| ↓ Kategorie: 500 ↓      |                                                                 |                                                                 |                                                                            |             |
| 2021                    | Shūko Aoyama Ena Shibahara                                      | Nicole Melichar Demi Schuurs                                    | 6:1, 6:4                                                                   |             |
| 2022                    | Aleksandra Krunić Magda Linette                                 | Ljudmyla Kitschenok Jeļena Ostapenko                            | Walkover                                                                   |             |
| 2023                    | Desirae Krawczyk Demi Schuurs                                   | Nicole Melichar-Martinez Ellen Perez                            | 6:2, 6:4                                                                   |             |
| 2024                    | Ljudmyla Kitschenok Jeļena Ostapenko                            | Gabriela Dabrowski Erin Routliffe                               | 5:7, 7:62, [10:8]                                                          |             |
| ↓ Kategorie: 250 ↓      |                                                                 |                                                                 |                                                                            |             |
| 2025                    | Marie Bouzková Anna Danilina                                    | Hsieh Su-wei Maya Joint                                         | 6:4, 7:5                                                                   |             |